# Rocío Dúrcal
María de los Ángeles de les Heras Ortiz, (Madrid, 4 d'octubre de 1944 - Torrelodones, 25 de març de 2006), coneguda com a Rocío Dúrcal va ser una cantant i actriu espanyola.
Va vendre uns 50 milions de discos en tot el món, cosa que la converteix en una de les dones de parla hispana amb més vendes en la indústria musical. L'11 de novembre és el Dia Internacional de Rocío Dúrcal.
L'any 2016, una dècada després de la seva mort, Televisió Espanyola li vol retre homenatge. Amb motiu d'aquest aniversari, el 18 de març de 2016 la seva companyia discogràfica ha publicat el triple àlbum „10 años sin Rocío Dúrcal: Cómo han pasado los años“.
A més a més, Óscar Parra de Carrizosa continua treballant a Rocío Dúrcal. La sonrisa del firmamento, una pel·lícula que explicarà la vida de l'artista.

## Vida personal
El 1970 es va casar amb l'Antonio Morales, el cantant de Los Brincos. El mateix any va néixer la primera filla, Carmen Morales; el 1974 i el 1979 van néixer Antonio Morales i Shaila Dúrcal, respectivament. El 2001 es va detectar un càncer de matriu. Per això, va suspendre una gira de concerts a Amèrica. Després de cinc anys de lluita contre la malaltia, va morir el 25 de març del 2006 a Torrelodones.

## Carrera professional
Als 10 anys, Dúrcal va participar en el programa de ràdio Conozca a sus vecinos i amb 15 anys la van descobrir en una competició de cant.
Amb 17 anys va obtenir un rol en Canción de Juventud. En aquest any també va viatjar per primera vegada a Mèxic. Dúrcal va ascendir ràpidament en una trajectòria que només va interrompre per casar-se amb Antonio Morales, l'any 1970. Pocs mesos després va decidir tornar als escenaris.
Rocío Dúrcal va ser la tercera estrella hispana en ser inclosa al Saló de Foma de la revista Billboard.
L'any 2000 va publicar el seu darrer treball. El 2005, un any abans de la seva mort, va rebre el Grammy Llatí a l'excel·lència musical.

## Pel·lícules (Selecció)
Rocío Dúrcal va actuar en diferents pel·lícules i va ser un dels rostres més populars del panorama cinematogràfic dels anys 60 i 70.
- Me siento extraña (1977)
- Dites-le avec des fleurs (1974)
- Marianela (1972)
- La novicia rebelde (1971)
- Las leandras (1969)
- Cristina Guzmán (1968)
- Amor en el aire (1967)
- Buenos días, condesita (1967)
- Acompáñame (1966)
- Más bonita que ninguna (1965)
- La chica del trébol (1964)
- Tengo 17 años (1964)
- Rocío de La Mancha (1962)
- Canción de juventud (1962)

## Discografia (Selecció)

### Àlbums
| Philips-Phonogram - 1962: Las Películas de Rocío Dúrcal - 1962: Canción de Juventud - 1963: Rocío de la Mancha - 1963: La Chica del Trébol - 1963: Rocío, Canta Flamenco (EP) - 1964: Tengo 17 Años - 1964: Villancicos de Rocío - 1964: Villancicos con Rocío Dúrcal - 1965: Más Bonita Que Ninguna - 1966: Acompáñame - 1966: Buenos Días, Condesita - 1967: Amor En El Aire - 1968: Cristina Guzmán - 1970: Las Leandras - 1972: La Novicia Soñadora (La Novicia Rebelde) | Ariola Eurodisc - 1977: Una Vez Más - 1977: Rocío Dúrcal Canta a Juan Gabriel Volumen I - 1978: Rocío Dúrcal Canta a Juan Gabriel Volumen II - 1979: Rocío Dúrcal Canta a Juan Gabriel Volumen III - 1980: Rocío Dúrcal Canta con Mariachi Volumen IV - 1981: Cuando Decidas Volver (Rocío Dúrcal Canta A Juan Gabriel Volumen V) - 1981: Confidencias (La Gata) - 1983: Entre Tú Y Yo - 1984: Canta A Juan Gabriel Volumen 6 - 1985: Boleros (Canta Lo Romántico De Juan Gabriel) - 1986: Siempre - 1987: Rocío Dúrcal (Canta 11 Grandes Éxitos De Juan Gabriel) - 1988: Como Tu Mujer - 1990: Si Te Pudiera Mentir - 1992: El Concierto... En Vivo - 1992: Mis mejores canciones - 1993: Desaires - 1995: Hay Amores Y Amores | BMG - 1997: Juntos Otra Vez (con Juan Gabriel) - 1999: Para Toda La Vida - 2000: Caricias - 2001: Entre Tangos Y Mariachi - 2002: En Concierto... Inolvidable - 2002: Todo Éxitos - 2003: Caramelito - 2004: Alma Ranchera - 2004: Su Historia y Exitos Musicales Volumen 1 - 2004: Su Historia y Exitos Musicales Volumen 2 - 2004: Su Historia y Exitos Musicales Volumen 3 - 2005: Lo Esencial Sony BMG - 2005: Me Gustas Mucho - 2006: Amor Eterno - 2007: Rocío Dúrcal Canta a México - 2009: El Concierto ... En Vivo - 2009: Duetos - 2010: Mis favoritas - 2012: Como dos gotas de agua - 2012: Canciones de amor - 2012: Eternamente |  |